# Establiments Britànics de l'Àfrica Occidental
Els Establiments Britànics de l'Àfrica Occidental (BWAS) fou el nom col·lectiu usat per a les possessions britàniques a l'Àfrica Occidental durant una part de l'època colonial, tant com a terme geogràfic com a unitat administrativa. Diversos territoris britànics, ocupats des de finals de la dècada de 1780 i que els britànics van conservar fins a la seva descolonització en la dècada de 1960, van estar inclosos en el mateix. El seu antecedent foren els Territoris Britànics de l'Àfrica Occidental (BWAT) que van existir de 1821 a 1850.

## Jurisdicció històrica
L'entitat (abreujada BWAS) va existir entre el 19 de febrer de 1866 i el 24 de novembre de 1888, quan es va dissoldre. Estava sota l'autoritat d'un governador en cap (equivalent en rang a un governador general) amb seu a Freetown, a Sierra Leone.
Les diverses colònies van ser establertes per donar suport als esforços de la Marina Real Britànica i la seva Esquadra d'Àfrica Occidental més que per interessos econòmics o expansionistes.
Les altres colònies incloses en la jurisdicció a part de Sierra Leone van ser Gàmbia, la Costa d'Or (avui dia, Ghana) i la colònia de Lagos, que aleshores era l'única part de Nigèria que pertanyia als britànics.
El 1911 una expedició realitzada per les tropes colonials britàniques va obligar el regnant eze Nri a renunciar al poder ritual de la religió coneguda com a ikenga, posant fi al regne de Nri com a poder polític i incorporant-lo als establiments Britànics de l'Àfrica Occidental.

## Final
Després de la dissolució es va seguir mantenint una moneda única a tota la regió, la lliura de l'Àfrica Occidental Britànica, fins i tot a Nigèria del 1907 al 1962.
El 1954, la colònia britànica de la Costa d'Or va aconseguir l'autogovern, independitzant-se en 1957 sota el nom de Ghana. Nigèria va guanyar la seva independència el 1960, i poc després fou Sierra Leone, que gaudia d'autogovern des de 1958. Gàmbia es va independitzar el 1965.